# Ammonio Litotomo
Ammonio Litotomo (in greco antico: Ἀμμώνιος?, Ammónios; fl. III secolo a.C.) è stato un chirurgo greco antico.

## Biografia
Ammonio visse ad Alessandria d'Egitto, probabilmente sotto il regno di Tolomeo Filadelfo (283-247 a.C.), ed è noto per aver inventato uno strumento per frantumare il calcolo della vescica urinaria quando era troppo grande per essere asportato per intero. Una descrizione del procedimento viene fornita da Aulo Cornelio Celso: "Una sorta di uncino viene fissato sul calcolo, in modo da tenerlo fermo anche quando viene scosso, e non farlo spostare all'indietro. Si utilizza poi uno strumento di ferro, di spessore contenuto, con la punta sottile e smussata, con il quale si colpisce la "pietra" praticando una fenditura sulla sua superficie per poterla poi rompere. Occorre fare molta attenzione affinché lo strumento non entri in contatto con la vescica e che nessun frammento vi cada quando la pietra si rompe".
Da questo procedimento Ammonio derivò il nome di Litotomo, "tagliatore di pietre".